# Julian Theobald
Julian Theobald, född 11 november 1984 i Gießen, är en tysk racerförare. Han är bror till racerföraren Johannes Theobald.

## Racingkarriär
Theobald tävlade, utan större framgång, i Formula König åren 2002 och 2003. Det andra året blev bättre än det första och Theobald slutade elva totalt. Till säsongen 2004 började han istället köra i Formula Renault 2000 Germany. Det blev endast en säsong i mästerskapet, och hans 23 poäng under säsongen räckte inte längre än till 28:e plats totalt.
2005 körde han i Recaro Formel 3 Cup, det tyska Formel 3-mästerskapet. Han satte snabbaste varv i en tävling, men i övrigt räckte det inte längre än till elfte plats totalt. 2006 fortsatte han att köra Formel 3-bil, men denna gång i Trophy Class i F3 Euroseries. Efter sex segrar och nio pallplatser av nio möjliga, vann han mästerskapet.
Säsongen 2007 ersatte Theobald Jaap van Lagen i EuroInternational i Formula Renault 3.5 Series. Han körde åtta tävlingar, men var aldrig ens nära någon poängplats. 2008 fortsatte han i mästerskapet, nu för Fortec Motorsport. Han utklassades stort av sin teamkamrat James Walker och blev efter två tävlingshelger ersatt av Fairuz Fauzy.
2010 återupptog han sin racingkarriär när han debuterade i FIA Formula Two Championship. Han körde sin första tävling på Brands Hatch, då han ersatte Ajith Kumar. Även hans bror Johannes Theobald testade inför racet, men endast Julian tävlade. Han körde den helgen och två till, men var inte med den sista helgen som gick på Circuit de la Comunitat Valenciana Ricardo Tormo. Under säsongen 2011 är han tillbaka i FIA Formula Two Championship.
| År                                               | Klass/Mästerskap             | Team                                           | Bil                                            | Totalt/poäng   | Bästa placering                  |
| ------------------------------------------------ | ---------------------------- | ---------------------------------------------- | ---------------------------------------------- | -------------- | -------------------------------- |
| 2002                                             | Formula König                | ?                                              | ?                                              | 23:a/39p       | ?                                |
| 2003                                             | Formula König                | ?                                              | ?                                              | 11:a/119p      | ?                                |
| 2004                                             | Formula Renault 2000 Germany | ?                                              | Tatuus FR2000 (Renault)                        | 28:a/23p       | ?                                |
| 2005                                             | Recaro Formel 3 Cup          | SMS Seyffarth Junior Team                      | Dallara F302 (Renault) Dallara F303 (Mercedes) | 11:a/11p       | ?                                |
| 2006                                             | F3 Euroseries - Trophy Class | SMS Seyffarth Motorsport                       | Dallara F303 (Mercedes)                        | 1:a/73p        | Sex segrar                       |
| 2007                                             | Formula Renault 3.5 Series   | EuroInternational                              | Dallara FR35 (Renault)                         | -/0p           | Två artondeplatser               |
| 2008                                             | Formula Renault 3.5 Series   | Fortec Motorsport                              | Dallara FR35 (Renault)                         | -/0p           | Två femtondeplatser              |
| 2010                                             | FIA Formula Two Championship | TRP Track Racing & Promotion KG (huvudsponsor) | Williams JPH1B F2 (Audi)                       | -/0p           | 13:e på Masaryk Circuit (Race 1) |
| 2011                                             | FIA Formula Two Championship |                                                | Williams JPH1B F2 (Audi)                       | säsongen pågår | säsongen pågår                   |
| Senast uppdaterad: 2011-05-07 (4995 dagar sedan) |                              |                                                |                                                |                |                                  |